# Columbia County (Pennsylvania)
Columbia County ist ein County im Bundesstaat Pennsylvania der Vereinigten Staaten. Im Jahr 2020 hatte das County 64.727 Einwohner und eine Bevölkerungsdichte von 51,5 Einwohner pro Quadratkilometer. Der Verwaltungssitz (County Seat) ist Bloomsburg.

## Geschichte
Das County wurde am 22. März 1813 aus Teilen des Northumberland Countys gebildet und nach Christoph Kolumbus benannt.
28 Bauwerke und Stätten des Countys sind im National Register of Historic Places (NRHP) eingetragen (Stand 22. Juli 2018).

## Geographie
Das County hat eine Fläche von 1269 Quadratkilometern, wovon 11 Quadratkilometer (0,87 Prozent) Wasserflächen sind. Die benachbarten Countys sind:
- Sullivan County (nördlich)
- Luzerne County (östlich)
- Schuylkill County (südlich)
- Northumberland County (südwestlich)
- Montour County (westlich)
- Lycoming County (nordwestlich)

## Städte und Ortschaften

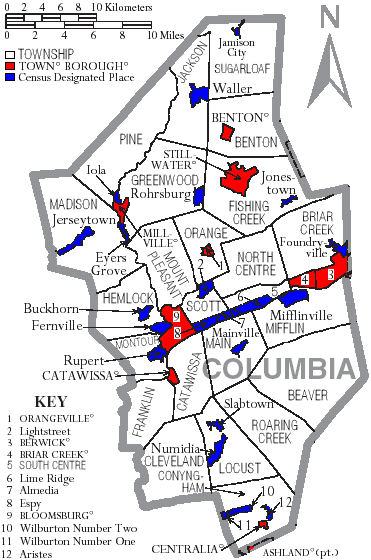
Karte des Columbia Countys

| - Almedia - Aristes - Ashland - Beaver Township - Benton Township - Benton - Berwick - Bloomsburg - Briar Creek Township - Briar Creek - Buckhorn - Catawissa Township - Catawissa - Centralia - Cleveland Township - Conyngham Township - Espy - Eyers Grove - Fernville | - Fishing Creek Township - Foundryville - Franklin Township - Greenwood Township - Hemlock Township - Iola - Jackson Township - Jamison City - Jerseytown - Jonestown - Lightstreet - Lime Ridge - Locust Township - Locustdale - Madison Township - Main Township - Mainville - Mifflin Township - Mifflinville | - Millville - Montour Township - Mount Pleasant Township - North Centre Township - Numidia - Orange Township - Orangeville - Pine Township - Roaring Creek Township - Rohrsburg - Rupert - Scott Township - Slabtown - South Centre Township - Stillwater - Sugarloaf Township - Waller - Wilburton Number One - Wilburton Number Two |